# Wolfgang Hanisch

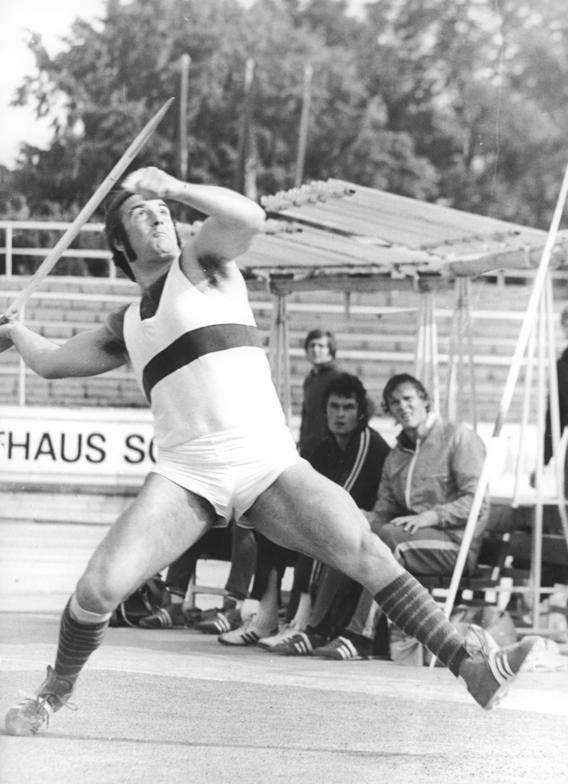
Wolfgang Hanisch bei den DDR-Leichtathletik-Meisterschaften 1977

Wolfgang Hanisch (* 6. März 1951 in Großkorbetha, Sachsen-Anhalt) ist ein deutscher Leichtathlet, der – für die DDR startend – bei den Olympischen Spielen 1980 die Bronzemedaille im Speerwurf gewann. Zuvor war er dreimal bei Europameisterschaften auf Medaillenränge gekommen. Sein erfolgreichstes Jahr bei internationalen Höhepunkten erlebte er 1979, als er jeweils im Weltcup- und im Europacup-Finale gewann.

## Erfolge im Einzelnen
- 1971, Europameisterschaften: Platz 3 (79,38 – 77,16 – 84,22 m – ungültig – 78,50 – 77,94)
- 1974, Europameisterschaften: Platz 2 (85,46 m – ungültig – 81,22 – ungültig – ungültig – ausgelassen)
- 1978, Europameisterschaften: Platz 3 (83,58 – ungültig – 87,66 m – 82,84 – 80,90 – 86,92)
- 1980: Olympische Spiele: Platz 3 (86,72 m – 73,74 – 84,04 – ungültig – ungültig – ungültig).

Wolfgang Hanisch startete für den SC Chemie Halle und trainierte bei Günter Siegel. Er war in seiner aktiven Zeit 1,87 m groß und wog 92 kg. Nach seiner Sportlerkarriere wurde er Funktionär beim DDR-Sportbund DTSB und nach der Wende letzter Leiter seines früheren Sportklubs SC Chemie Halle. Später wurde er Altenpfleger in einem Seniorenzentrum.